# Машо (кантон)
Машо́ (фр. Machault) — кантон во Франции, находится в регионе Шампань — Арденны, департамент Арденны. Входит в состав округа Вузье.
Код INSEE кантона — 0814. Всего в кантон Машо входит 14 коммун, из них главной коммуной является Машо.

## Коммуны кантона
| Коммуна          | Население, чел. (1999) | Почтовый индекс | Код INSEE |
| ---------------- | ---------------------- | --------------- | --------- |
| Дрикур           | 87                     | 08310           | 08147     |
| Кийи             | 65                     | 08400           | 08351     |
| Коруа            | 194                    | 08310           | 08092     |
| Леффенкур        | 149                    | 08310           | 08250     |
| Машо             | 437                    | 08310           | 08264     |
| Мон-Сен-Реми     | 37                     | 08310           | 08309     |
| Овине            | 232                    | 08310           | 08220     |
| Повр             | 187                    | 08310           | 08338     |
| Семид            | 245                    | 08400           | 08410     |
| Сен-Клеман-а-Арн | 115                    | 08310           | 08378     |
| Сен-Пьер-а-Арн   | 69                     | 08310           | 08393     |
| Сент-Этьен-а-Арн | 166                    | 08310           | 08379     |
| Турсель-Шомон    | 73                     | 08400           | 08455     |
| Шардени          | 42                     | 08400           | 08104     |

## Население
Население кантона на 1999 год составляло 2 098 человек.
| 1962  | 1968  | 1975  | 1982  | 1990  | 1999  | 2006 | 2007 | 2008 |
| ----- | ----- | ----- | ----- | ----- | ----- | ---- | ---- | ---- |
| 2 367 | 2 570 | 2 331 | 2 181 | 2 267 | 2 098 | —    | —    | —    |